# 艺术风格
艺术风格，指艺术创作的一种独特的征状，既可以指某一个艺术家，例如莫扎特音乐风格，也可以指一个流派，例如印象派画家创作风格，也可以指一个时期，例如巴洛克时代。艺术风格是艺术创作的成熟表现，或者说完美的艺术创作才能形成风格。艺术风格的形成受艺术家成长地域环境，社会因素引起的“集体意识”，如“85新潮”的艺术家风格多为“伤痕艺术”。就与当时的社会各方面的改革，成长了改革夹缝中并怀着艺术梦想的一群人。